# Gréco-bouddhisme

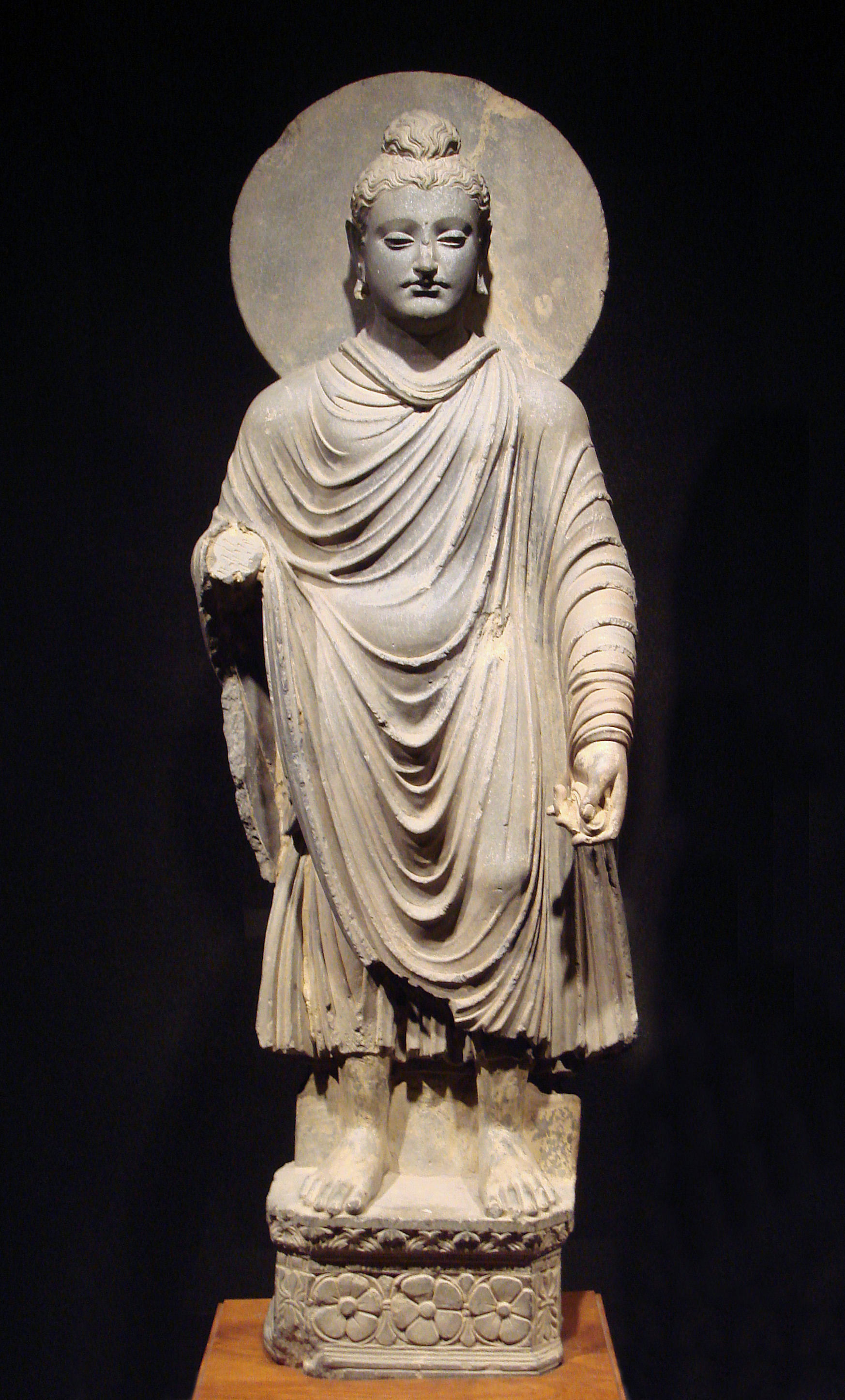
Bouddha, art du Gandhara, Ier siècle-IIe siècle - Musée de Tokyo

Le gréco-bouddhisme est un syncrétisme culturel entre la culture hellénistique et le bouddhisme qui s’est développé entre le IVe siècle av. J.-C. et le Ve siècle de notre ère dans les royaumes fondés par les généraux d’Alexandre le Grand et leurs successeurs, et dans l’Empire kouchan qui a pris leur suite (Asie centrale, actuels Afghanistan et Pakistan). Il a évolué sur une période de près de 800 ans dans un contexte de syncrétisme entre différentes cultures, principalement iranienne, nord-indienne, hellénistique, parthe et peut-être tokharienne. Les écoles les plus développées semblent avoir été celles des sarvastivadin, des dharmaguptaka et des sautrantika.
Il a donné lieu à une production picturale originale (art gréco-bouddhique) qui exercera une grande influence sur l’art bouddhique des siècles suivants, caractérisée entre autres par l’apparition des premières représentations iconiques du Bouddha. Le milieu pluriculturel dans lequel il est né aurait contribué à la formation du mahayana, dont les premiers témoignages apparaissent en Asie centrale et en Inde au début de l’ère chrétienne. Les premiers missionnaires vers la Chine viendront en majorité des régions d’extension du gréco-bouddhisme, qui constitue dans l’évolution du bouddhisme une étape importante, mais assez mal connue du fait de l’insuffisance des traces écrites.

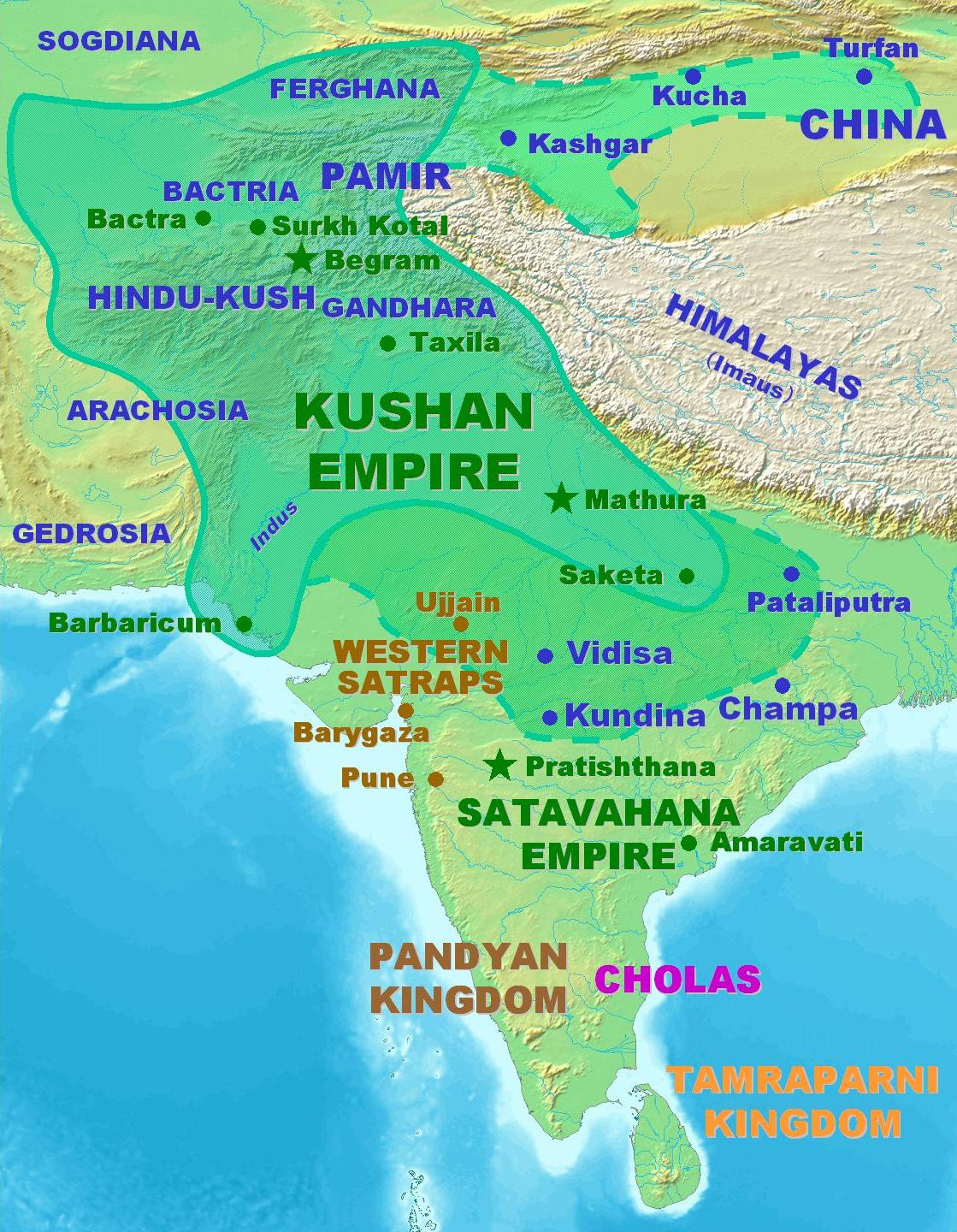
Empire kouchan

## Arrière-plan historique

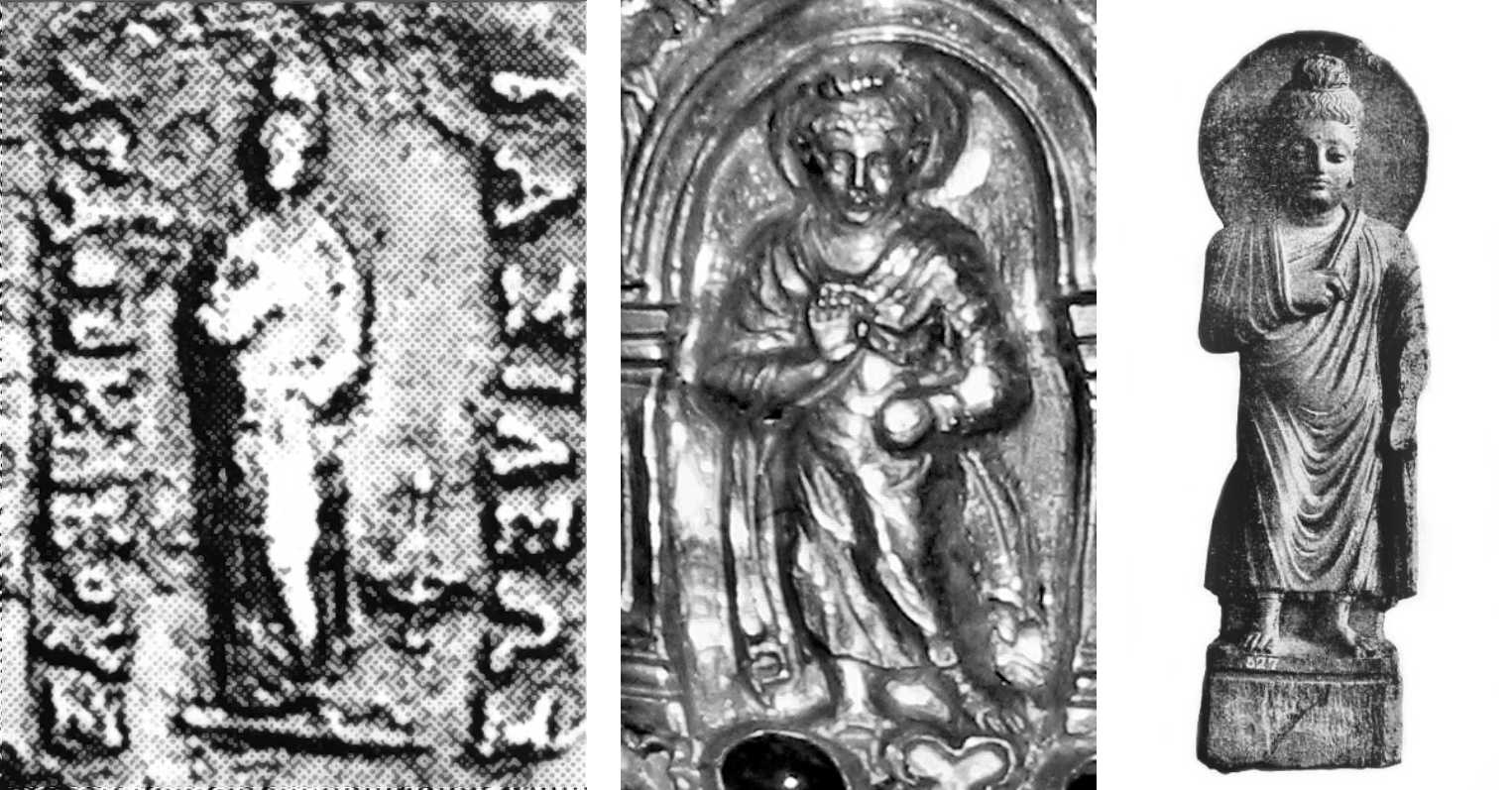
Une tradition iconographique hellènique continue.
Gauche : divinité non identifiée sur une monnaie d'Agathoclès de Bactriane (190--180), avec himation, volume sur la tête, bras en partie repliés, et contrapposto.
Milieu: la première représentation confirmée du Bouddha, sur le (env. 50 apr. J.-C.).
Droite: une statue du Buddha.

Les relations entre la Grèce hellénistique et le bouddhisme commencent avec la conquête de l’Asie mineure et de l'Asie centrale par Alexandre le Grand, entamée en 334 av. J.-C. Ses armées traversent ensuite l’Indus et le Jhelum. Elles entrent alors en contact avec l’Inde, berceau du bouddhisme, s'arrêtant au Beas qui court de l’Himachal Pradesh au Punjab. Alexandre fonde plusieurs villes en Oxus et en Bactriane, puis dans la passe de Khyber et au Gandhara. Ces régions, situées entre l’Himalaya et l’Hindu Kush, deviennent le siège d’échanges commerciaux et culturels intenses.
À la mort du conquérant macédonien (323 av. J.-C.), ses héritiers les diadoques fondent leurs propres royaumes. Parmi eux, Séleucos Ier crée la dynastie des Séleucides, dont le domaine atteint le Punjab en 304 av. J.-C., avant de voir sa frontière reculer en Afghanistan sous la pression de Chandragupta Maurya. La partie orientale du domaine séleucide devient vers 250 av. J.-C. le Royaume gréco-bactrien. Vers 180, avec l’effondrement des Maurya, apparaît dans le Nord de l’Inde le Royaume indo-grec, qui sera supplanté par l’Empire kouchan (Ier-IIIe siècles de l’ère chrétienne).
Les échanges entre les civilisations grecque orientale et nord-indienne durent jusqu’à l’arrivée des Huns blancs en Transoxiane au Ve siècle.

## LesIonienset le bouddhisme

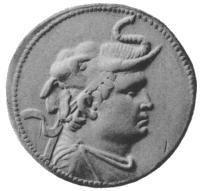
Démétrios Ier de Bactriane, coiffé d’une tête d’éléphant, peut-être symbole bouddhique

En 326 av. J.-C., la ville de Taxila (Pakistan actuel) tombe aux mains d’Alexandre le Grand avant d’être reprise en 317 av. J.-C. par Chandragupta Maurya ; son petit-fils Ashoka y aurait étudié. Le bouddhisme est sans doute déjà présent dans cette ville qui deviendra l’un de ses centres de rayonnement. Le roi macédonien est accompagné de plusieurs philosophes, dont le sceptique Pyrrhon, son maître Anaxarque et le cynique Onésicrite, qui restent un an et demi en Inde, où ils entrent en contact avec des gymnosophistes ou « philosophes nus ». Plus tard, l’historien Mégasthène prend résidence à la cour de Chandragupta et recueille beaucoup d’informations qui seront souvent reprises en Occident durant les siècles suivants. Il distingue les brahmanes des shramanas, ces derniers pouvant être bouddhistes, jaïns ou membres d’autres sectes de l’époque. Déimaque de Platées prend sa suite sous Bindusâra, fils de Chandragupta.

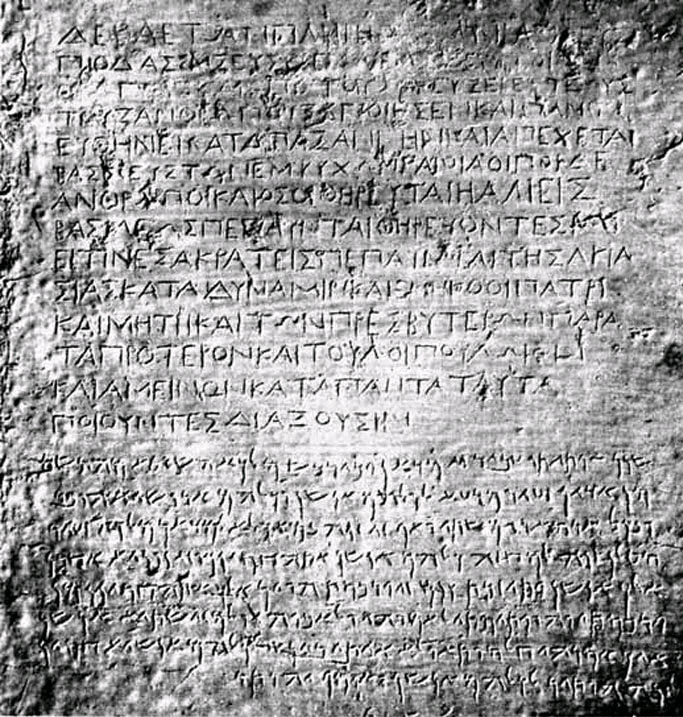
Édit dit d’Ashoka en grec et araméen ; Kandahar, musée de Kaboul, détruit

L’empereur indien Ashoka, grand promoteur du bouddhisme, convertit selon ses dires de nombreux Yonas, Yojanas ou Yovanas (Ioniens) et en envoie en mission, comme Dharmarakshita à Aparantaka (nord-ouest de l’Inde) où il prêche, accompagné de nombreux compatriotes, l’Aggikkhandopama Sutra.
Le bouddhisme est protégé par les rois grecs de Bactriane contre les Shunga (-185 ~-73) qui lui sont longtemps défavorables. À l’époque indo-grecque, Ménandre Ier (-160 ~ -135) l’adopte vraisemblablement comme religion personnelle ; il est considéré par la tradition comme l’un des trois grands rois protecteurs du bouddhisme, avec Ashoka et Kanishka Ier. Le Milindapañha du canon pali le met en scène discutant avec le moine Nagasena, disciple de Dharmarakshita. Plutarque relate qu’à sa mort, comme pour le Bouddha, ses cendres furent distribuées entre les cités et des monuments lui furent élevés.
Selon le Mahavamsa, en - 130, sous son règne, une délégation (selon la chronique 30 000 personnes, nombre sans doute symbolique) d'Ioniens venus d’Alexandrie du Caucase près de Kaboul se serait rendue à Sri Lanka pour l'inauguration du grand stupa d’Anurâdhapura.

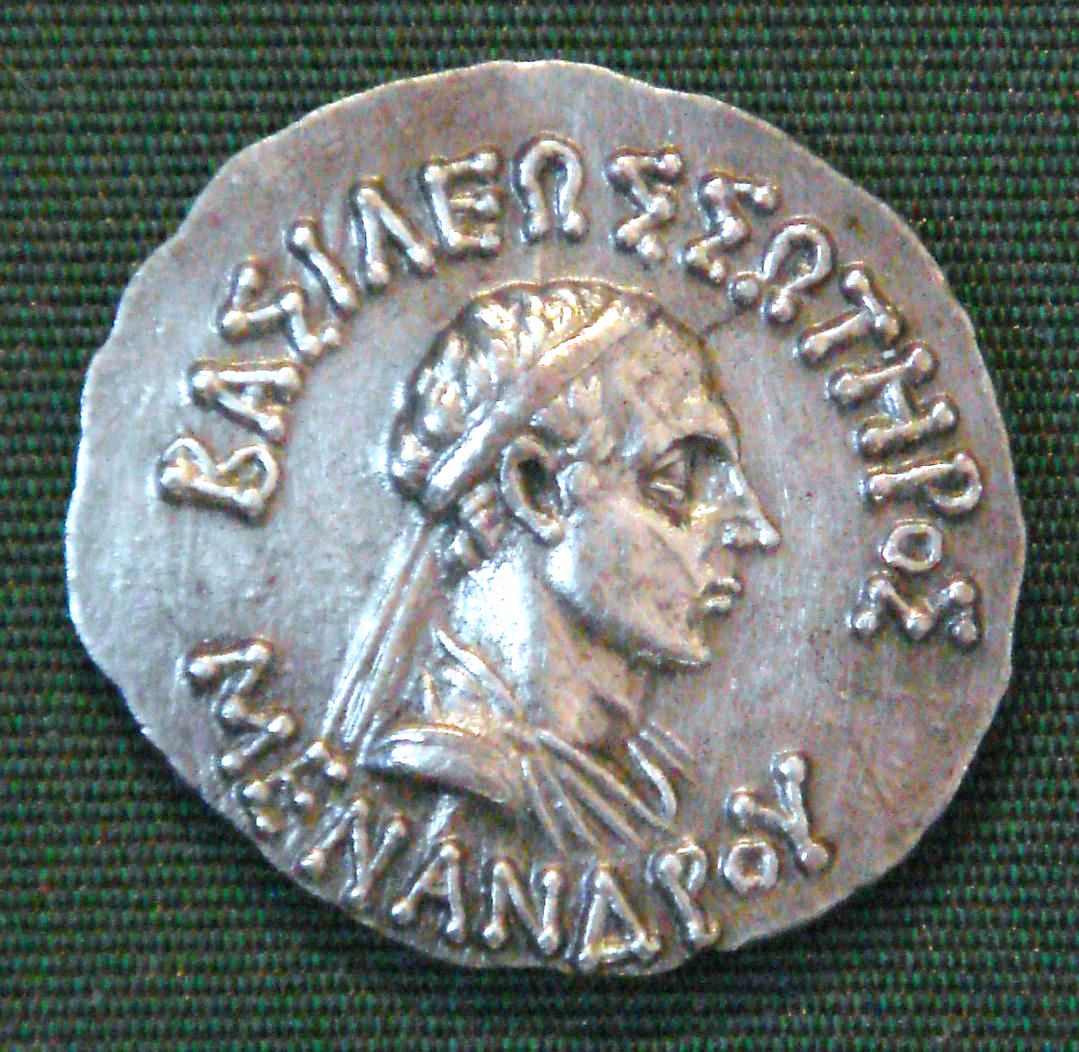
Ménandre Ier en « roi sauveur » ΒΑΣΙΛΕΩΣ ΣΩΤΗΡΟΣ ΜΕΝΑΝΔΡΟΥ (BASILEOS SOTEROS MENANDROU)

Les monnaies de Ménandre portent la mention « roi sauveur » (basileos soteros menandrou en grec ; maharaja tratarasa menadrasa en kharosthi) ; cette association de la royauté et du rôle sotériologique n’est pas sans évoquer la figure du bodhisattva. Sur certaines pièces figure la roue du dharma en compagnie d’un symbole grec de victoire, palme ou Niké. Les monnaies de ses successeurs jusque Archebios portent la mention « grand roi protecteur du dharma » (maharajasa dharmika) en prakrit et kharoshthi. L’éléphant, qui apparait aussi souvent, pourrait être symbole bouddhique car lorsque les Indo-Parthes zoroastriens envahiront le nord de l’Inde au Ier siècle, ils reprendront sur leur monnaies les motifs indo-grecs, à l'exception de celui-ci. Les monnaies des rois indo-grecs Amyntas, Nicias, Peukolao, Hermaeus, Hippostratos et Ménandre II les représentent, ainsi que les dieux grecs, faisant de la main droite la mudrâ de l’enseignement du dharma (vitarka mudrâ).
Des inscriptions votives bouddhistes émanant de Grecs ont été découvertes, par exemple celle en kharoshthi du méridarche (gouverneur civil provincial) Theodorus (Ier siècle av. J.-C.), inscrite sur un vase placé dans un stupa. L'Afghanistan a produit des manuscrits en cursive grecque sur lesquels on lit les noms de différents bouddhas.
Plus tard, lorsque les souverains kouchan auront remplacé les rois helléniques, c’est à un Grec, Agesilas, que Kanishka confiera la direction de la construction de son grand stupa près de Peshawar.

## Le gréco-bouddhisme en Occident
L'intense échange physique vers l'ouest à cette époque le long de la route de la soie est confirmé par l'engouement des Romains pour la soie à partir du Ier siècle av. J.-C., au point que le Sénat a émis, en vain, plusieurs édits pour interdire le port de la soie, pour des raisons économiques et morales. Ceci est attesté par au moins trois auteurs : Strabon (64/63 av. J.-C. - vers 24 ap. J.-C.), Sénèque le Jeune (vers 3 av. J.-C. - 65 ap. J.-C.) et Pline l'Ancien (23-79 ap. J.-C.). Strabon et Plutarque (vers 45-125) ont également écrit sur le roi bouddhiste indo-grec Ménandre, ce qui confirme que des informations sur les bouddhistes indo-grecques circulaient dans le monde hellénistique.
Zarmanochegas (Zarmarus) (Ζαρμανοχηγὰς) était un moine de la tradition sramana (peut-être, mais pas nécessairement bouddhiste) qui, selon des historiens antiques tels que Strabon et Dio Cassius, a rencontré Nicolas de Damas à Antioche alors qu'Auguste (mort en 14 après J.-C.) régnait sur l'Empire romain, et s'est rendu peu après à Athènes où il s'est immolé par le feu,. Son histoire et sa tombe à Athènes sont connues plus d'un siècle plus tard. Plutarque (mort en 120 après J.-C.), dans sa Vie d'Alexandre, après avoir évoqué l'auto-immolation de Calanus d'Inde (Kalanos) dont Alexandre a été témoin, écrit : « La même chose fut faite longtemps après par un autre Indien qui vint avec César à Athènes, où l'on montre encore 'le monument de l'Indien », en référence à la tombe de Zarmanochegas dans l'Athènes romaine.
Un siècle plus tard, le père de l'église chrétienne Clément d'Alexandrie (mort en 215) mentionne le nom de Bouddha dans ses Stromata (Bk I, Ch XV) : 
« Les gymnosophistes indiens sont aussi dans le nombre, et les autres philosophes barbares. Et parmi ceux-ci, il y a deux classes, les uns appelés Sarmanæ et les autres Brahmanes. Ceux des Sarmanæ qui sont appelés Hylobii n'habitent pas les villes et n'ont pas de toit, mais sont vêtus d'écorces d'arbres, se nourrissent de noix et boivent de l'eau dans leurs mains. Comme ceux que l'on appelle aujourd'hui les Encratites, ils ne connaissent ni le mariage ni la procréation. Certains Indiens obéissent également aux préceptes du Bouddha (Βούττα) qu'ils ont élevé aux honneurs divins en raison de son extraordinaire sainteté. »
Des pierres tombales indiennes de l'époque ptolémaïque ont été retrouvées à Alexandrie en Égypte. La présence de bouddhistes à Alexandrie à cette époque est importante, car « C'est plus tard à cet endroit même que furent établis certains des centres les plus actifs du christianisme ».
L'ordre monastique pré-chrétien des Therapeutae est peut-être une déformation du mot Pāli Theravāda, une forme de bouddhisme, et le mouvement pourrait avoir presque entièrement tiré son inspiration de l'enseignement et des pratiques de l'ascétisme bouddhique. Ils pourraient même être les descendants des émissaires d'Asoka en Occident. Alors que la description des doctrines et des pratiques des Therapeutae par Philon d'Alexandrie laisse une grande ambiguïté quant à la religion à laquelle ils sont associés, l'analyse du spécialiste des religions Ullrich R. Kleinhempel indique que la religion la plus probable que les Therapeutae pratiquaient était le bouddhisme.

## Syncrétisme et naissance du mahayana

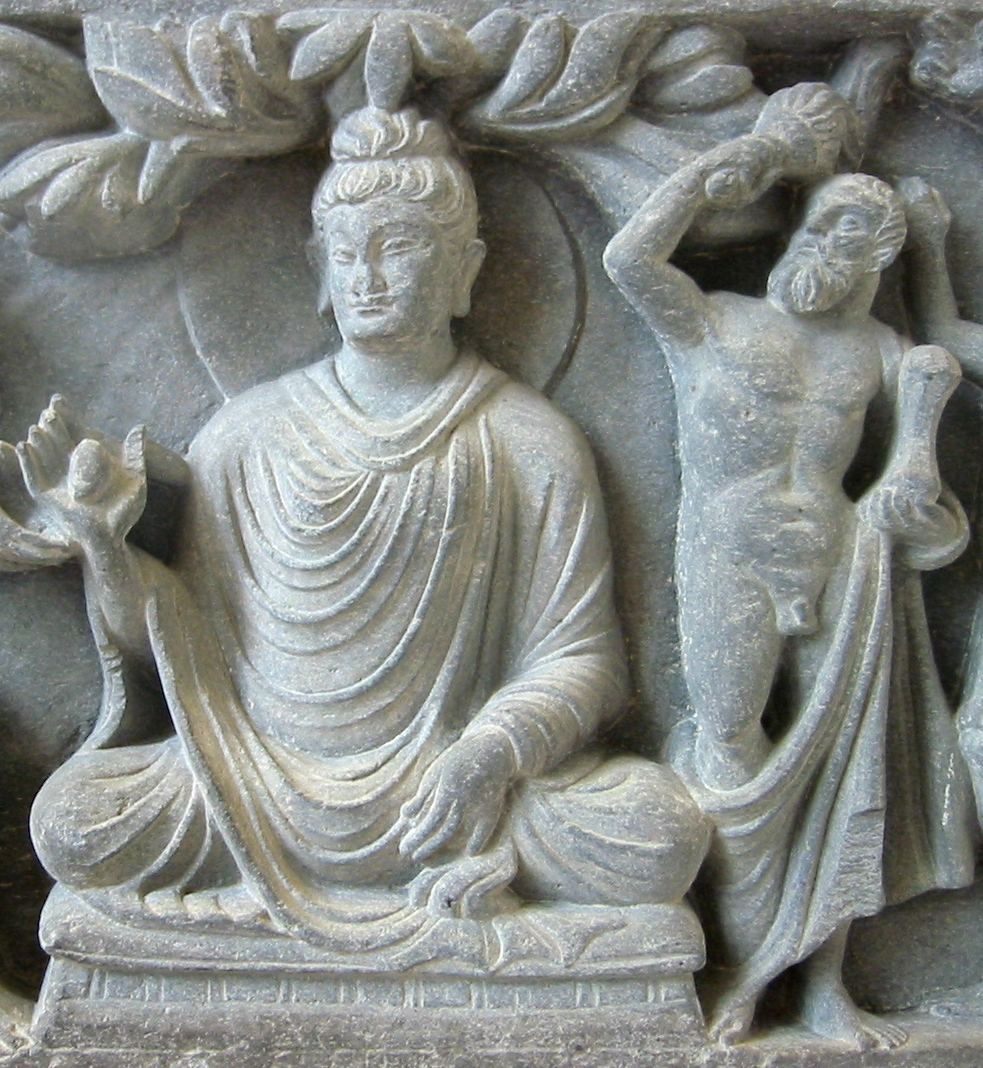
Vajrapani sous la forme d’Héraclès aux côtés du Bouddha qu'il protège

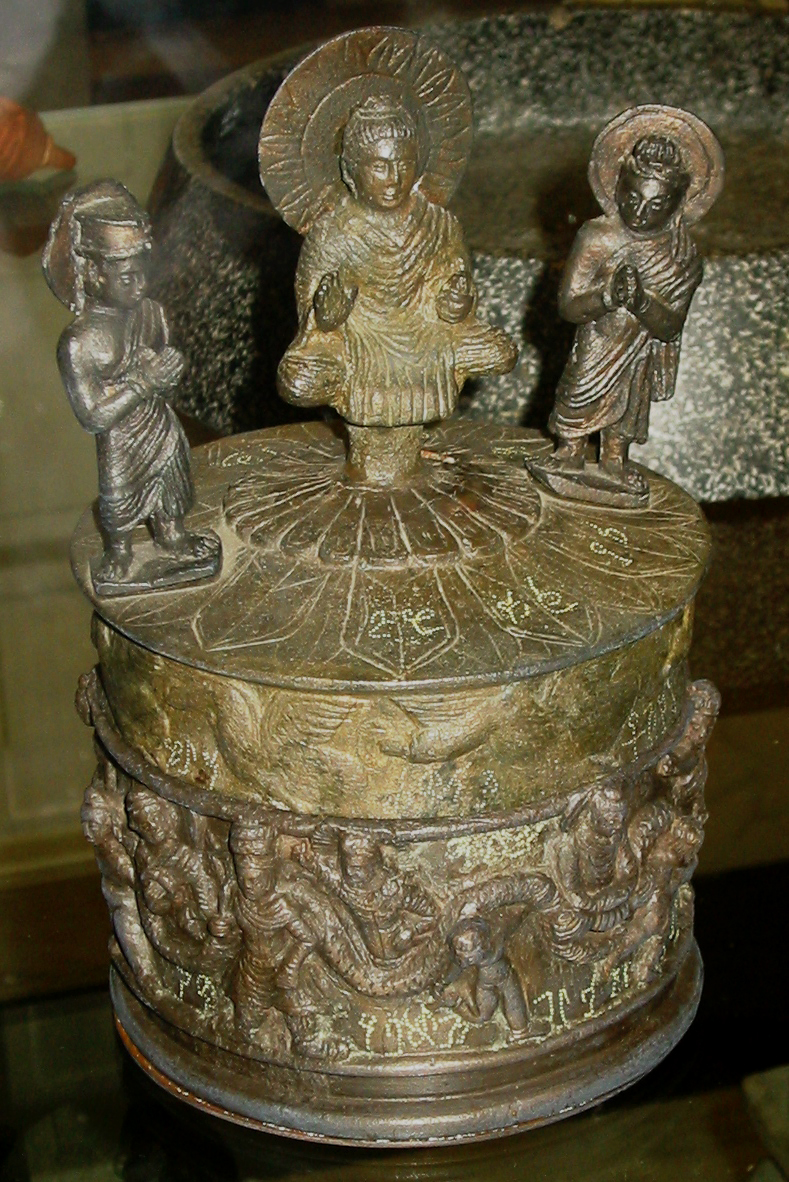
Réceptacle retrouvé dans le stupa de Kanishka Ier : le Bouddha entouré d’Indra et de Brahma

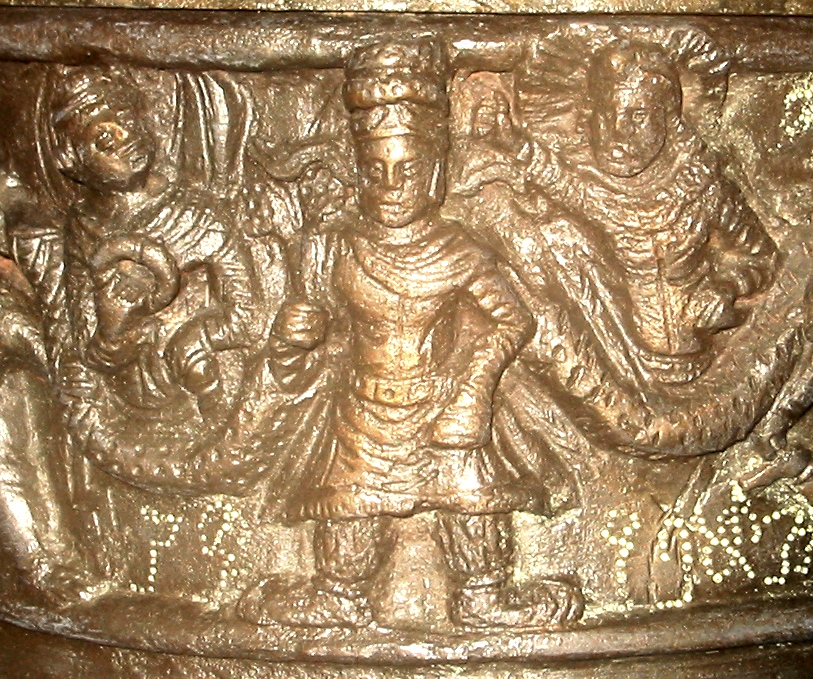
Réceptacle retrouvé dans le stupa de Kanishka Ier : le roi entouré des dieux iraniens du soleil et de la lune

Le bouddhisme des royaumes grecs et de l’empire Kouchan s’est développé dans un contexte d’échanges culturels et religieux intenses, comme le montrent des sites archéologiques tels que Aï Khanoum, grande ville hellénique comprenant stupas, temples hindous et temples grecs. On retrouve ici et là des thèmes grecs comme des scènes dionysiaques ou le cheval de Troie Des influences grecques ou iraniennes s'exercent sur des bodhisattvas ou d'autres personnages de la mythologie bouddhique. Ainsi Vajrapani est-il souvent représenté aux côtés du Bouddha qu’il protège sous la forme d’Hercule, tenant en main une massue qui prendra ultérieurement la forme d’un vajra. Selon Katsumi Tanabe, le dieu japonais du vent, Fujin, tire son origine du Borée grec à travers un Wardo gréco-bouddhique. De même, Hariti, ogresse reconvertie en protectrice des enfants, connue au Japon sous le nom de Kishimojin (鬼子母神), s’inspire de Tyché. Le syncrétisme religieux est particulièrement évident sous Kanishka qui honore des divinités iraniennes, grecques ou brahmaniques, tout en s’intéressant au bouddhisme.

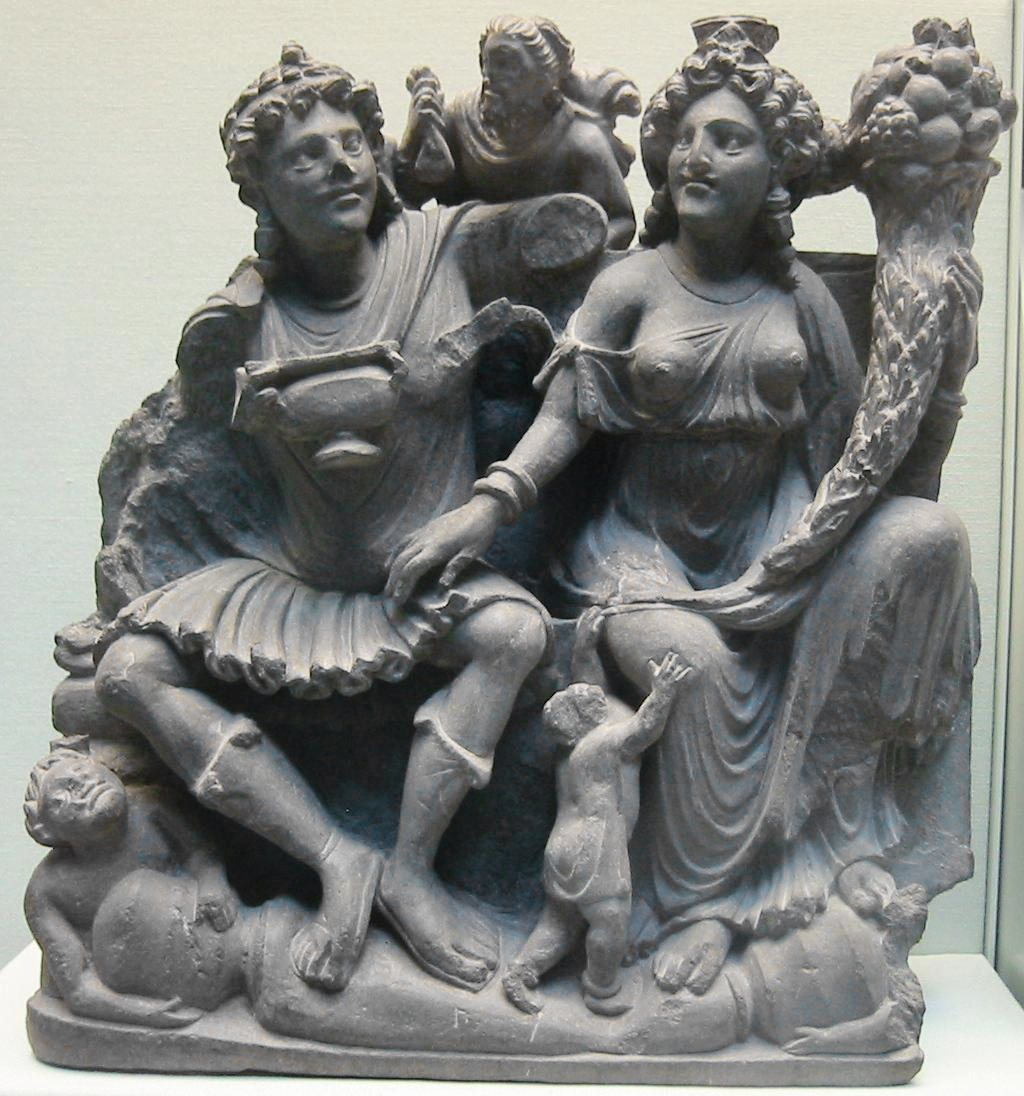
Hariti et son mari Panchala, divinités bouddhiques ; Gandhara

Les premières représentations iconiques du Bouddha apparaissent au Ier siècle au Gandhara et à Mathura. L’influence de la culture grecque a été invoquée ; certains pensent y voir un parallèle entre le souverain et le Bouddha, établi sous l'inspiration du souverain « homme-dieu » de la culture hellénistique orientale. Le Bouddha porte en effet au Gandhara un pallium comme devaient en porter les philosophes grecs, et certaines de ses représentions ressembleraient à des statues d’Apollon, dieu-soleil associé à la royauté dans les poèmes homériques.

## L'influence de l'hellénisme
Des spécialistes comme Richard Foltz considèrent que de nombreux aspects du mahayana, comme les bouddhas-déités et la place importante accordée aux bodhisattvas, sont apparus dans la région gréco-kouchane. La première application au Bouddha de bhagavat (glorieux, saint), épithète donnée aux dieux hindous objet de dévotion, se trouve en effet sur le vase votif du méridarche grec Théodorus (Ier siècle av. J.-C.) ; une des premières mentions du bodhisattva Lokeshvara se trouve sur un manuscrit bactrien du IIe siècle. L’influence d’un dieu solaire iranien a été évoquée pour le bouddha Amitabha, « lumière infinie », inconnu du bouddhisme originel ; la popularité de Mithra, envers qui Kanishka aurait eu une dévotion personnelle, a pu favoriser celle de Maitreya, le bouddha du futur, du fait de la proximité de leurs noms. Sur le plan philosophique, des Grecs comme Pyrrhon ou Onésicrite auraient, selon le témoignage de leurs contemporains, été influencés par leur séjour en Orient. L’inverse est plus difficile à prouver, du fait de la multiplicité des échanges et des influences. McEvilley, néanmoins, établit empiriquement un parallèle entre certaines idées grecques et les pensées prajnaparamita et madhyamika.

## Influence

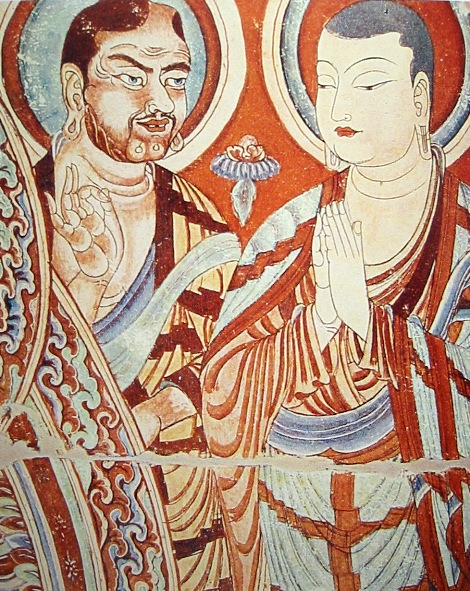
Moine d’Asie centrale en compagnie d’un moine chinois, grottes de Bezeklik près de Tourfan, bassin du Tarim, IXe siècle-Xe siècles

Bien qu’il subsiste beaucoup d’incertitudes concernant l'évolution du bouddhisme dans les royaumes grecs et l’Empire Kouchan, du fait de sa disparition à partir du IXe siècle, il est certain que le gréco-bouddhisme est un maillon essentiel de l’histoire de cette religion. La région fut en effet un centre de diffusion vers le Tarim, puis la Chine et enfin tout l’Extrême-Orient. Son influence s’exerça aussi sur le bouddhisme tibétain, par l’intermédiaire entre autres de l’école yogacara fondée par les Gandharais Asanga, Maitreyanatha et Vasubandhu. Au IIe siècle, l’empereur kouchan Kanishka Ier aurait convoqué un concile (dit concile du Cachemire), considéré comme le premier concile mahayana (« concile des hérétiques » selon la tradition theravada), pour faire rédiger le canon des sarvastivadin ; il aurait aussi ordonné la traduction en sanskrit des sutras rédigés jusqu’alors en gandhari.
Quelques missionnaires d'Asie centrale :
- Le kouchanais Lokakshema, premier traducteur de textes mahayana de la cour de Chine, arriva à Luoyang en 178 sous les Han où il travailla dix ans.
- Selon le Livre des Liang, cinq moines gandharais se seraient rendus en 485 à Fusang (扶桑), qui pourrait se trouver sur l’archipel japonais.
- Bien qu’on considère en général que Bodhidharma (Ve-VIe siècle), patriarche du chan en Chine, soit venu du sud de l’Inde, la première source (Yang Xuanzhi, 547 apr. J.-C.) qui le mentionne le fait venir d’Asie centrale[22].
- Le père du traducteur Kumarajiva (IVe siècle) venait du Cachemire et c'est dans cette région qu'il débuta sa formation bouddhiste ; sa mère s'y serait rendue pour y poursuivre sa carrière de nonne.

## Les premières représentations de Bouddha
la région du Gandhara va être à l’origine du développement de ce style. L’aniconisme de Bouddha va donc laisser place peu à peu à ses premières représentations au Ier siècle av. J.-C. Les représentations de Bouddha de style gréco-bouddhique possèdent des caractéristiques uniques :
- Les 32 caractéristiques majeures sacrées de Bouddha (plante de chaque pied plate, les doigts de pieds et des mains sont longs…).
- Une volonté de représenter une sculpture réaliste.
- L’ondulation des cheveux ramassés au sommet de la tête en un chignon appelé ushnisha.
- Bouddha représenté en mouvement (souvent faisant des mudras avec ses mains).
- Le drapé porté par Bouddha (pouvant faire penser au pallium romain ou à l'himation grec, habit des philosophes).